# 谷長茂
谷長 茂（たになが しげる、1916年4月25日 - 1981年11月22日）は、日本のフランス文学者、翻訳家。元中央大学教授。

## 人物・来歴
旧制第三高等学校から東京帝国大学文学部仏文科卒、学習院大学講師をへて1954年に中央大学商学部助教授となり、62年教授となった。パリ・コミューンの研究で知られ、三高寮歌「沫雪流れ」の作詞者。妻・静枝は女子美術大学卒で、洋画家グループの旺玄会に所属する画家。1981年11月22日夜、船橋市の自宅から出火して全焼、夫婦ともに死去した。

## 共編著
- 『世界文学への招待』1 - 2（津倉淳共著、華書房、ハナ・ブックス） 1966
- 『基本フランス単語集』（川村克己, 長塚隆二共編、駿河台出版社） 1966.10

## 翻訳
- 『女性論』（コデルロス・ド・ラクロ、淀野隆三共訳、アテナ書院） 1949
- 『シモーヌ 夫と妻の幸福』（モーリス・テスカ、筑摩書房） 1953
- 『ソヴェト紀行』（シモーヌ・テリー、関義共訳、青木文庫） 1953
- 『第二のチャンス』（ゲオルギウ、筑摩書房） 1953
- 『明日では遅すぎる』正・続（A・マシャール、ダヴィッド社） 1954 - 1955
- 『巴里の女 パリジェンヌの性態報告』（クロード＝アンリ・ルコント、川崎竹一共訳、北辰堂） 1955
- 『愛の博物誌』（E・シンデル, A・ロット、北辰堂） 1956
- 『大洋と愛と死と』（マルチーヌ・モノ、河出書房） 1956
- 『霧の晴れまに 若い娘マドレーヌの手記』（マドレーヌ・ヘンリイ、秋元書房） 1957
- 『小説の伝統』（H・マシス、ダヴィッド社、現代小説作法） 1957
- 『私も銃をとつた』（ベラ・ナジ、平凡社、へいぼん・ぶっくす） 1957
- 『ドナウの犠性』（ゲオルギウ、筑摩書房） 1957
- 『怒りの戦列』（ピエール・デクス、万里閣新社） 1957
- 『私は原爆をスパイした』（エリッヒ・ギムペル、六興出版部） 1958
- 『パリ・コミューン』（ジュール・ヴァレース、中央公論社、世界の文学25） 1965
- 『大学とは何か 社会とは何か』（大学情報宣伝組織センター編、福井芳男共訳、中央大学出版部） 1969
- 『ヘッドライト』（セルジュ・グルッサール、山口年臣共訳、ハヤカワ文庫） 1972
- 『冒険者の自叙伝 ドン・フェルナンドの半世紀』（フェルナン・フールニエ＝オーブリ、早川書房） 1975

### アンドレ・モーロワ
- 『読書論』正・続（アンドレ・モーロワ、駿河台出版社） 1967 - 1969
- 『青年と人生を語ろう』（アンドレ・モーロワ、二見書房） 1968
- 『愛に生きるとき 未知の女性への手紙』（アンドレ・モーロワ、二見書房） 1968
- 『現代を考える』（アンドレ・モーロワ、高橋治男共訳、二見書房） 1970
- 『アンドレ・モーロワ人生論集 わたしの人生行路 壮年篇』（二見書房） 1970